# Ibrahim Zarman
Ibrahim Zarman (24 de marzo de 1997) es un deportista indonesio que compite en taekwondo. Ganó una medalla de bronce en el Campeonato Asiático de Taekwondo de 2016 en la categoría de –58 kg.

## Palmarés internacional
| Campeonato Asiático | Campeonato Asiático | Campeonato Asiático | Campeonato Asiático |
| Año                 | Lugar               | Medalla             | Categoría           |
| ------------------- | ------------------- | ------------------- | ------------------- |
| 2016                | Pásay (Filipinas)   | Medalla de bronce   | –58 kg              |